# Riverbend (Montana)
Riverbend – jednostka osadnicza w Stanach Zjednoczonych, w stanie Montana, w hrabstwie Mineral.